# Всеволод (князь герсикский)
Всеволод (Висвалдис; нем. Vissewalde, латыш. Visvaldis; в хрониках канцелярии епископа Риги используется форма Wiscewolodus; лат. Vissewalde rex de Gerzika, ум. после 1230) — князь Герсикский.

## Происхождение
Древнерусским источникам этот князь не известен. Основной источник информации о нём — «Хроника Ливонии» Генриха Латвийского, который называет его Виссевальд (Wissewaldus). Как отмечает С.А. Аннинский, М. Таубе повторяет гипотезу Н.П. Лыжина, считая его Всеволодом Мстиславичем, сыном Мстислава-Бориса Романовича «короля Полоцка». Но тем не менее С.А. Аннинский подводя итог гипотезам выражается таким образом "вопрос о том, кто был Wissewalde, князь Герцикэ, остается открытым"..
Историками неоднократно предпринимались попытки идентифицировать личность Всеволода как одного из известных князей: 
1. . С. М. Соловьёв предложил отождествить Всеволода с упоминаемым в повести о Святохне, пересказанной В. Н. Татищевым[3] Василько, сыном полоцкого князя Бориса Давыдовича. Эта версия была принята многими историками и попала в энциклопедии (например, в Русский биографический словарь), однако она принимается далеко не всеми. В качестве аргумента против неё приводится тот факт, что Всеволод и Василько — разные имена.
2. . Э. М. Загорульский[4] отождествляет Всеволода с упоминаемым в Слове о полку Игореве князем Всеволодом Васильковичем, которого он считает внуком минского князя Володаря Глебовича.
3. . Н. П. Лыжин[5] отождествлял Всеволода с Всеволодом Мстиславичем, сыном Мстислава Романовича Старого, князя Смоленского и великого князя Киевского. С. А. Аннинским в книге Хроника Ливонии (1938) в примечаниях эта версия указана как основная.

Арведс Швабе и Август Тентелис не столь категоричны в происхождении Всеволода: по их мнению, Всеволод был «олатышен» (pārlatviskojies) и его смело, по крайней мере в этом понимании, можно считать латвийским правителем.

## Биография
Согласно Генриху Латвийскому, Всеволод был королем Герсики. Первый раз он упоминается в 1203 году, когда подошел к Риге с литовцами, вслед за королем полоцким Владимиром, и угнал скот и горожан, а также двух священников, а также убил Теодориха Брудегама.
Осенью 1209 года, разбив дружину Всеволода при внезапном нападении, крестоносцы захватили Герсику. Сам Всеволод спасся на противоположном берегу Двины, но его жена и дочь попали в плен. Епископ Альберт предложил Всеволоду мир, возврат пленных и захваченного имущества, но тот должен был передать ему половину своего княжества, избегать общения с язычниками-литовцами, сообщать о планах русских. У Всеволода не было другого выхода, как согласиться с этими условиями и получить свои бывшие владения в лен. Однако поскольку его жена была дочерью литовского князя Довгерда, сотрудничество с литовцами, включавшее и взаимную военную поддержку, возобновилось. Из-за этого нарушения договора крестоносцы в 1213 году напали на Герсику и разграбили его. В следующем году они попытались повторить набег, но подоспевшие литовцы их перебили. После смерти Всеволода (между 1230 и 1239 годом) его владения были окончательно переданы Рижскому архиепископству.
Последнее сообщение о Всеволоде относится к 1225 году, когда он присутствовал на встрече с папским легатом, прибывшим в Ливонию.

## Брак и дети
Жена: дочь литовского князя Довгерда. О детях в источниках не сообщается, однако к Всеволоду выводил своё происхождение род фон Икскюль. При этом документально история рода подтверждается только начиная с XVI века. Согласно исследованиям М. А. Таубе, у Всеволода была одна дочь (неизвестная по имени), которая была замужем дважды: 1-й муж: Конрад фон Мейендорф (ум. после 1224); 2-й муж: Иоганн фон Бардевис (ум. после 1257).